# Паоло Тальявенто
Паоло Тальявенто (італ. Paolo Tagliavento; нар. 19 вересня 1972 року, Терні, Італія) — футбольний суддя, обслуговує матчі Серії A, Ліги чемпіонів УЄФА та Ліги Європи УЄФА.

## Кар'єра
В сезонах 2003/04 обслуговував матчі чемпіонату Італії Серії С та Серії C2.
З 2004 року Тальявенто судить матчі в Серії А, станом на сезон 2014/15 він обслуговував 176 матчів у Серії А; 15 матчів у Серії В та 10 матчів в Кубку Італії.
На європейський арені дебютував 8 грудня 2010 у матчі Ліги чемпіонів між командами Арсенал та Партизан.
У 2010 став володарем призу найкращого арбітру Італії — Премії Джованні Мауро.

## Матчі збірних
| Дата              | Господар           | Гості              | Результат | Турнір               |
| ----------------- | ------------------ | ------------------ | --------- | -------------------- |
| 8 вересня 2007    | Північна Ірландія  | Німеччина          | 0 – 3     | Кваліфікація МЧ 2009 |
| 7 лютого 2008     | Туреччина          | Швеція             | 0 – 0     | Товариський матч     |
| 11 вересня 2008   | Литва              | Австрія            | 2 – 0     | кваліфікація ЧС 2010 |
| 16 жовтня 2008    | Франція            | Німеччина          | 0 – 1     | Кваліфікація МЧ 2009 |
| 7 червня 2009     | Північна Македонія | Норвегія           | 0 – 0     | Кваліфікація ЧС 2010 |
| 12 серпня 2010    | Словенія           | Австралія          | 2 – 0     | Товариський матч     |
| 26 березня 2011   | Грузія             | Хорватія           | 1 – 0     | Кваліфікація ЧЄ 2012 |
| 10 серпня 2011    | Україна            | Швеція             | 0 – 1     | Товариський матч     |
| 2 вересня 2011    | Німеччина          | Австрія            | 6 – 2     | Кваліфікація ЧЄ 2012 |
| 7 жовтня 2011     | Чехія              | Іспанія            | 0 – 2     | Кваліфікація ЧЄ 2012 |
| 29 лютого 2012    | Німеччина          | Франція            | 1 – 2     | Товариський матч     |
| 14 серпня 2012    | Сан-Марино         | Мальта             | 2 – 3     | Товариський матч     |
| 7 вересня 2012    | Словенія           | Швейцарія          | 0 – 2     | Кваліфікація ЧС 2014 |
| 6 вересня 2013    | Шотландія          | Бельгія            | 0 – 2     | Кваліфікація ЧС 2014 |
| 15 жовтня 2013    | Норвегія           | Ісландія           | 1 – 1     | Кваліфікація ЧС 2014 |
| 30 травня 2014    | Катар              | Північна Македонія | 0 – 0     | Товариський матч     |
| 14 жовтня 2014    | Фінляндія          | Румунія            | 0 – 2     | Кваліфікація ЧЄ 2016 |
| 14 листопада 2014 | Грузія             | Польща             | 0 – 4     | Кваліфікація ЧЄ 2016 |
| 8 вересня 2015    | Північна Македонія | Іспанія            | 0 – 1     | Кваліфікація ЧЄ 2016 |
| 11 жовтня 2016    | Німеччина          | Північна Ірландія  | 2 – 0     | Кваліфікація ЧС 2018 |
| 10 червня 2017    | Шотландія          | Англія             | 2 – 2     | Кваліфікація ЧС 2018 |